# Magyarszovát község
Magyarszovát község (románul: Comuna Suatu) község Kolozs megyében, Romániában. Központja Magyarszovát, beosztott falvai Aranykút, Dombokfalva.

## Fekvése
A Mezőségen helyezkedik el, a Kolozsvárról Szászrégenbe vezető DJ16-os számú megyei műúttól délre, a Gyéres-patak mellett. Kolozsvártól 32 kilométer távolságra van.  Mellette található a Szováti-tó.

## Népessége
1850-től a népesség alábbiak szerint alakult:
| Lakosok száma | 2145 | 2154 | 2889 | 2839 | 4227 | 3447 | 2223 | 1945 | 1737 | 1552 |
|               | 1850 | 1880 | 1900 | 1920 | 1940 | 1977 | 1992 | 2002 | 2011 | 2021 |

A 2011-es népszámlálás adatai alapján a község népessége 1737 fő volt, melynek 48,19%-a magyar, 39,61%-a román  és 9,44%-a roma Vallási hovatartozás szempontjából a lakosság 33,51%-a ortodox, 26,83%-a unitárius, 21,42%-a református, 10,19%-a görög rítusú római katolikus, 2,71%-a hetednapi adventista és 1,09%-a pünkösdista.

## Nevezetességei
A község területéről az alábbi épületek szerepelnek a romániai műemlékek jegyzékében:
- a magyarszováti unitárius templom (CJ-II-m-B-07771)

A Szováti-tóhoz közel található magyarszováti rezervátum Románia egyik legrégebbi védett területe, melynek területén az őshonos sztyeppnövények mellett 400 ritka növény található, köztük az endemikus Péterfi-csüdfű (Astragalus peterfii). Itt él az endemikus erdélyi csinosboglárka (Pseudophilotes bavius hungarica) lepkefaj.

## Híres emberek
- Aranykúton születtek Liviu Victor Pandrea(wd) (1915–1999) görögkatolikus pap, szociológus, teológus, Alexandru Cistelecan(wd) (1951) irodalomkritikus.
- Magyarszováton születtek Boér László (1907–1972) orvos, szakíró, Bodor András (1915–1999) történész, Benczédi Huba Lóránt (1941) karvezető.